# Probolinggo
Pour les articles homonymes, voir Probolinggo (homonymie).
Probolinggo est une ville d'Indonésie située sur la côte nord de la province de Java oriental, sur la route de Surabaya à Banyuwangi, d'où on embarque pour Bali.
C'est le chef-lieu du kabupaten du même nom. La ville a le statut de kota et est administrativement distincte du kabupaten.
Comme le reste de cette région, la ville a une importante population maduraise en plus des Javanais proprement dits.

## Histoire

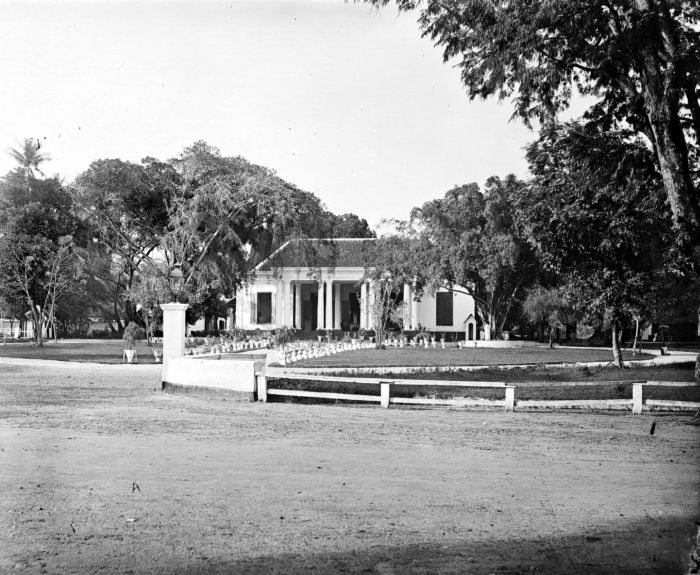
La demeure du resident (vers 1920)

## Tourisme
Probolinggo est, avec Pasuruan, une des deux villes à partir desquelles on accède au volcan Bromo.
À 8 km au large de la ville se trouve l'île de Gili Ketapang, qui possède des plages et des récifs de corail. Le trajet en bateau depuis le port d'Ujung Tembaga dure 30 minutes. L'île compte 7 600 habitants, pour la plupart des pêcheurs madurais. On y trouve une grotte, « Goa Kucing » (« la grotte aux chats »). Les habitants prétendent que les vendredis correspondant au jour « legi » de la semaine javanaise de cinq jours, on y entend le son de chats.

## Personnalité
- Bernard Essers (1893-1945), peintre, graveur, illustrateur et dessinateur néerlandais, né à Probolinggo.